# Richard Marvin
Pour les articles homonymes, voir Marvin.
Richard Marvin est un compositeur de musiques de films.

## Filmographie

### Cinéma
- 1992 : Interceptor de Michael Cohn
- 1992 : Ninja Kids (3 Ninjas) de Jon Turteltaub
- 1993 : Dans les griffes d'une blonde (Save Me) d'Alan Roberts
- 1994 : Les trois ninjas contre-attaquent (3 Ninjas Kick Back) de Charles T. Kanganis
- 1995 : Opération Aurora (Film) (Aurora: Operation Intercept) de Paul Levine
- 1996 : Galgameth : L'Apprenti dragon (en) de Sean McNamara
- 1997 : Dead Men Can't Dance de Stephen Milburn Anderson
- 2000 : U-571 de Jonathan Mostow
- 2001 : Protection de John Flynn
- 2002 : Desert Saints (en) de Richard Greenberg
- 2003 : The Battle of Shaker Heights (en) d'Efram Potelle (en) et Kyle Rankin et Kyle Rankin
- 2009 : Clones (Surrogates) de Jonathan Mostow

### Télévision
- 1991 : Flight of Black Angel (TV)
- 1993 : When Love Kills: The Seduction of John Hearn (feuilleton TV)
- 1994 : Separated by Murder (TV)
- 1995 : Deux mamans sur la route (Trail of Tears) (TV)
- 1995 : Le Mystère de la montagne ensorcelée (Escape to Witch Mountain) (TV)
- 1996 : L'Affaire Ramzay (Escape Clause) (TV)
- 1998 : Une évasion en or (The Perfect Getaway) (TV)
- 1998 : Goldrush: A Real Life Alaskan Adventure (TV)
- 1998 : Killers in the House (TV)
- 1999 : La Ferme aux ballons (Balloon Farm) (TV)
- 1999 : Meurtres très ordonnés (Absence of the Good) (TV)
- 2001 : Six Feet Under (série TV)
- 2001 : La Ballade de Ryan (TV)
- 2001 : The Lost Battalion (TV)
- 2002 : Nancy Drew, journaliste-détective (Nancy Drew) (TV)
- 2003 : You Wish! (TV)
- 2003 : Hunger Point (TV)
- 2004 : Gracie's Choice (TV)
- 2004 : Le Mystère de Natalie Wood (The Mystery of Natalie Wood) (TV)
- 2004 : Natalie Wood : Le Prix de la gloire de Peter Bogdanovich
- 2004 : Clubhouse (série TV)
- 2004 : La Star et l'Enfant (Naughty or Nice) (TV)
- 2004 : The O.C 2nd season (TV)
- 2005 : Dynasty: The Making of a Guilty Pleasure (TV)
- 2005 : Vinegar Hill (TV)
- 2005 : Mom at Sixteen (TV)
- 2005 : Empire (feuilleton TV)
- 2005 : Wanted (TV)
- 2007 : En analyse (TV)
- 2007 : Conséquences (Girl, Positive) (TV)